# Tonalité d'invitation à numéroter
La tonalité d'invitation à numéroter (ou tonalité d'invitation ou tonalité de manœuvre ; en anglais, dial tone) est un signal de téléphonie filaire envoyé par un commutateur téléphonique ou un autocommutateur téléphonique privé (PBX) à un dispositif de terminaison, tel qu'un téléphone, lorsque le commutateur ou l'autocommutateur détecte que le téléphone a été décroché. La tonalité indique que le commutateur (ou l'autocommutateur) fonctionne et qu'il est prêt à lancer un appel téléphonique.
La tonalité s'arrête lorsque le premier chiffre d'un numéro de téléphone est composé. Si aucun chiffre n'est composé, la procédure de signal permanent est invoquée, provoquant souvent une tonalité d'information spéciale et un message d'interception, suivi de la tonalité de décrochage, obligeant l'appelant à raccrocher et à recomposer.
Les services de téléphonie cellulaire n'utilisent pas de tonalité d'invitation, car aucune connexion n'est établie tant que le numéro entier n'a pas été spécifié et transmis.

## Histoire
Les premiers standards téléphoniques informaient l'opérateur du standard lorsqu'un abonné décrochait le combiné téléphonique pour passer un appel. L'opérateur réagissait en demandant la destination de l'appel. Lorsque les standards téléphoniques ont été remplacés par des commutateurs automatisés, le commutateur émettait une tonalité à l'appelant lorsque le téléphone était décroché, indiquant que le système était fonctionnel et qu'un numéro de téléphone pouvait être composé. Originellement, chaque chiffre du numéro de téléphone était transmis lors de sa composition. Les téléphones électroniques modernes peuvent stocker les chiffres au fur et à mesure de leur saisie et les transmettre uniquement lorsque l'abonné appuie sur une touche pour lancer l'appel.
Inventée par l'ingénieur August Kruckow, la tonalité d'invitation à numéroter a été utilisée pour la première fois en 1908 à Hildesheim en Allemagne.
Aux États-Unis, la tonalité d'invitation à numéroter a été introduite dans les années 1940 et s'est généralisée dans les années 1950. Lorsque le président Dwight D. Eisenhower a pris sa retraite en 1961, la tonalité était presque universelle, mais le président lui-même n'y avait jamais été confronté. Quand il a voulu utiliser son propre téléphone, son assistant a dû lui expliquer la signification de la tonalité et lui montrer comment utiliser un téléphone à cadran.

## Caractéristiques de la tonalité
La tonalité d'invitation moderne varie selon les pays. Le plan de tonalités précises nord-américain (utilisé aux États-Unis, au Canada et dans divers pays des Caraïbes) spécifie une combinaison de deux tonalités (350 Hz et 440 Hz) qui, produites simultanément, semblent avoir une modulation de 90 Hz. La tonalité du Royaume-Uni est similaire, mais combine plutôt deux tonalités de 350 Hz et 450 Hz. La majeure partie de l'Europe, ainsi qu'une grande partie de l'Amérique latine et de l'Afrique, utilisent un seul ton constant de 425 Hz. En France, cette tonalité est de 440Hz.

## Variantes

### Tonalité d'invitation distinctive
Les autocommutateurs téléphoniques privés émettent une tonalité d'invitation lorsque l'utilisateur décroche un téléphone. Cette tonalité peut être identique à la tonalité du réseau téléphonique commuté ou différente afin de rappeler aux utilisateurs de composer un préfixe ou de sélectionner une ligne extérieure pour se connecter au réseau téléphonique commuté.

### Tonalité d'invitation cadencée
Une tonalité d'invitation cadencée (ou tonalité d'invitation à brèves répétitions ou tonalité d'invitation accélérée) est une tonalité à brèves répétitions utilisée pour indiquer des conditions de service spéciales. Elle peut servir d'indicateur de message en attente pour la messagerie vocale ou indiquer qu'une fonction d'appel, telle que le renvoi d'appel, a été activée.

### Tonalité d'invitation secondaire
Une tonalité d'invitation secondaire est une tonalité présentée à l'appelant après qu'une communication a été établie pour demander que des chiffres supplémentaires soient composés. Les tonalités d'invitation secondaires sont souvent utilisées dans les systèmes d'appel en attente et de renvoi d'appel.

### Tonalité d'invitation atténuée
Une tonalité d'invitation atténuée peut être utilisée lorsqu'aucun service n'est actif sur une ligne et que les appels normaux ne peuvent pas y être effectués. Un service partiel peut alors être maintenu pour qu'un téléphone connecté puisse composer un numéro de téléphone d'urgence (tel que le 911, le 112 ou le 999), conformément à la loi dans la plupart des pays. La ligne peut aussi parfois être utilisée pour appeler le bureau commercial de l’entreprise de services locaux qui possède ou a loué la ligne, par exemple via le 6-1-1. D'autres fonctions, telles que le rappel ou l'annonce automatique du numéro, peuvent également être accessibles aux techniciens afin de faciliter l'installation ou l'activation de la ligne.